# کلی سیتی (کنتاکی)
کلی سیتی (به انگلیسی: Clay City) شهری در ایالت کنتاکی کشور ایالات متحده آمریکا است که جمعیت آن در سرشماری سال ۲۰۱۰ میلادی، ۱٬۰۷۷ نفر بوده‌است.